# Autobianchi Stellina
Der Autobianchi Stellina war ein kleiner Spider, den der italienische Automobilhersteller Autobianchi in den Jahren 1964 und 1965 fertigte. Technisch basierte das Fahrzeug auf dem Fiat 600 D, hatte aber eine eigene Karosserie mit Teilen aus glasfaserverstärktem Kunststoff. Es war das erste italienische Auto mit GFK-Karosserie. Der Wagen hatte den 767 cm³-Vierzylindermotor des Fiat 600 D mit einer Leistung von 29 PS (21 kW) hinten eingebaut und rundum Trommelbremsen.
Der Wagen mit dem eleganten Styling von Tom Tjaarda wurde 1963 auf dem Automobilsalon in Turin präsentiert und ein Jahr später für fast 1 Mio. Lire verkauft. 
Bis 1965 wurden nur 502 Stellina gebaut. In diesem Jahr stellte Fiat den etwas größeren Fiat 850 Spider vor.